# アラゴ・ド・セット
アラゴ・ド・セット（Arago de Sète）は、フランス・セットを本拠地とする男子バレーボールクラブ。日本ではアラゴ・デ・セテの表記もある。
1953年創設。1988年フランスカップ優勝、2005年フランスリーグ準優勝をした。CEVカップには10回出場している。

## 主な成績
フランスリーグ
- 優勝：なし
- 準優勝：1988、2005

 フランスカップ
- 優勝：1988

## 歴代監督
- フィリップ・ブラン

## 歴代所属選手
- 加藤陽一
- スティーブ・ブリンクマン
- ビクトル・リベラ